# Alberto Luconi
Alberto Luconi   (1893 - 13 de setembre de 1984) va ser clarinetista i instructor italo-americà.

## Primera vida i educació
Luconi va néixer el 23 de gener de 1893 a Valmontone, Itàlia, un municipi de Roma a uns 23 quilòmetres al sud-est de la ciutat. Va estudiar clarinet amb Aurélio Magnani a la Reial Acadèmia de Santa Cecília de Roma, on va obtenir un Màster (Diploma di Magistero) el 1919 i va ser un dels tres guardonats amb el Premi de la província de Roma. Amore, Adriano (2012). Il Clarinetto in Italia nel primo Novecento (1900-1950) [The Clarinet in Italy in the early Nineteenth Century]. academia.edu. p. 30.

## Carrera i vida posterior
A Itàlia, Luconi va actuar com a primer clarinetista amb les orquestres Augusteum i La Scala-Toscanini. El 1920, Arturo Toscanini (particularment meticulós en l'elecció dels seus músics orquestrals), va convidar Luconi a unir-se a l'orquestra La Scala per a la seva gira pels Estats Units i Canadà. L'orquestra estava composta per 98 músics, inclosos quatre clarinets: Alfio Alfieri, Luigi Cancellieri, Francesco Sigimoni i Alberto Luconi. Mentre estava de gira, Luconi va ser escoltat pel gerent de lOrquestra Simfònica de Detroit que va ampliar una oferta per unir-se al conjunt.
Luconi va tornar als Estats Units el 1922, va sol·licitar la naturalització i es va establir a Detroit, Michigan. Del 1923 al 1926 va tocar clarinet principal amb l'Orquestra Simfònica de Detroit sota la direcció d'Ossip Gabrilowitsch, on Luconi era conegut per les seves actuacions en solitari. Va deixar l'orquestra el 1927 per dedicar més temps a actuacions en solitari i de cambra. Posteriorment, va actuar amb la Manhattan Opera Company (Nova York), la WJR Radio Station Orchestra (Detroit), els "Jim Handy Recording Studios" (Detroit), la Fox Theatre Orchestra (solista) i la Chamber Music Society de Detroit. Alberto va ser professor breument a la "Wayne State University" i va supervisar W.P.A. de Michigan. Projecte a Lansing, Michigan. Va ser vicepresident i president en funcions de la Federació de Músics de Detroit abans de ser president l'octubre de 1934, càrrec que va ocupar fins al 1940.
El 1943, Luconi es va incorporar a la facultat de la Universitat de Michigan com a instructor visitant de clarinet. Es va convertir en instructor el 1946, va ascendir a professor ajudant el 1952, professor associat de clarinet el 1960 i hi continuaria donant classes fins al 1963, quan es va retirar com a professor emèrit emèrit. Mentre estava a la universitat, va actuar sovint com a membre fundador del University Woodwind Quintet, i va fer aparicions amb el Stanley Quartet. En retirar-se, la universitat va felicitar el seu "talent artístic superior", i de la seva docència va dir: "Al seu servei a la Universitat, el senyor Luconi va anar molt més enllà de la demanda del deure, alimentant desinteressadament les carreres individuals de cadascun a dels seus estudiants".
Luconi també va ensenyar estudiants a l'escola de música Teal de Detroit, fundada pel saxofonista Larry Teal. De Luconi Teal va dir: "Era un professor que tenia la capacitat de fer que els seus estudiants volguessin aconseguir".

El 20 de març de 1956, Luconi va interpretar el clarinet per a l'estrena de Samuel Barber de Summer Music al "Detroit Institute of Arts". L'actuació va ser notable per diversos motius. En primer lloc, la Chamber Music Society de Detroit, que va encarregar la peça en celebració del seu 10è aniversari, havia pagat la comissió amb les aportacions dels seus subscriptors. The Detroit News afirmava:
| « | <"Era la primera vegada en la història de la música que una obra important havia estat encarregada per subscripció pública."> | » |

 Al final del concert. Finalment, la peça va ser interpretada per membres de la primera Simfònica de Detroit: James Pellerite, flauta travessera; Arno Mariotti, oboè; Alberto Luconi, clarinet; Charles Sirard, fagot; i Ray Alonge, trompa; en lloc del New York Woodwind Quintet amb qui Barber havia assajat i refinat la peça.
Els clarinetistes James Morton,
John J. Moses, Fred Ormand, i David Weber eren tots estudiants de Luconi.
Alberto Luconi es va casar amb Allene Shadowen (nord-americana, a Kentucky) el 1933. No van tenir fills. Després de retirar-se de la Universitat de Michigan, Luconi va tornar a Valmontone, Itàlia, amb Allene. Allene va morir el desembre de 1975.

## Mort i llegat
Luconi va morir el 13 de setembre de 1984 a l'edat de 91 anys. És enterrat al cementiri municipal de Valmontone, província de Roma, Itàlia. Luconi és considerat part de l'"escola de clarinet italià" distingida pel "so suau i homogeni" del professor Aurèlio Magnani i unificat a la primera part del segle xx. Luconi i altres "van exportar l'estil d'ensenyament de Magnani als Estats Units" on eren molt apreciats com a professors i orquestres". El 1985 la Societat d'Antics Alumnes de l'Escola de Música de la Universitat de Michigan va honrar a Luconi a títol pòstum amb una Cita al Mèrit:
| « | <En reconeixement de la seva reputació internacional com a solista amb orquestres i companyies d'òpera líders. La seva distingida carrera va aportar una gran distinció a la Universitat de Michigan durant els seus 21 anys com a professor de clarinet. Va portar al seu ensenyament la mateixa perfecció, habilitats tècniques supremes i coneixements musicals que el van fer famós mundialment com a intèrpret. La seva personalitat amable, alts estàndards, àmplia experiència i experiència constitueixen un exemple inestimable i durador per als seus estudiants i col·legues."> | » |